# Attila Repka
Attila Repka (10 gennaio 1968) è un ex lottatore ungherese, specializzato nella lotta greco-romana.

## Palmarès

### Olimpiadi
- 1 medaglia:
  - 1 oro (Barcellona 1992 nei pesi leggeri)